# 한국지역난방기술
한국지역난방기술주식회사(韓國地域暖房技術株式會社, Korea District Heating Engineering Co.,Ltd.)는 열병합발전, 지역냉·난방분야의 사업컨설팅 및 타당성조사 등 기술용역을 제공하는 한국지역난방공사의 자회사이다. 1991년, 한국지역난방공사와 핀란드 Pöyry Finland Oy사가 합작으로 설립하였다. 서울특별시 송파구 법원로 135, 10~11층 (문정동, 소노타워) 에 위치하고 있다.